# Nikolaus Stör von Schweidnitz
Nikolaus Stör von Schweidnitz (auch Nikolaus Stoer; Nikolaus Stöhr; Nikolaus Ster; lateinisch Nicolaus Stor de Swydnicz; Nicolai Stoer; tschechisch Mikuláš Stor ze Svídnice; * in Schweidnitz, Herzogtum Schweidnitz; † 1424) lehrte Theologie an der Prager Karlsuniversität, deren Rektor er 1401 war. Ab 1409 lehrte er zunächst an der Artistenfakultät und vermutlich ab 1411/12 an der Theologischen Fakultät der Universität Leipzig.

## Leben
Nikolaus, der nach seinem Herkunftsnamen aus dem schlesischen Schweidnitz stammte, studierte ab 1387 an der Artistenfakultät der Prager Karlsuniversität, wo er seinen Landsmann Johannes von Münsterberg als Studienbetreuer wählte. Im Wintersemester 1389/90 erlangte er den akademischen Grad eines Baccalaureus und im Januar 1393 wurde er Magister der Freien Künste. Als solcher begann er im selben Jahr mit Vorlesungen an der Artistenfakultät, von der er 1399 zum Dekan gewählt wurde. 1401 bekleidete er das Amt des Rektors der Karlsuniversität.
Wegen der Auseinandersetzungen an der Universität, bei denen neben der Reformbewegung des Jan Hus auch die Konflikte zwischen den böhmischen und Universitätsangehörigen anderer Nationen eine Rolle spielten, die schließlich 1409 zum Kuttenberger Dekret führten, verließ Nikolaus Stör die Karlsuniversität. Zusammen mit zahlreichen weiteren Prager Magistern und Scholaren ging er an die neu gegründete Universität Leipzig, deren Gründungsrektor Johannes von Münsterberg wurde. In Leipzig, wo er Collegiat des „Collegium majus“ war, gehörte er zunächst wiederum als Magister der Artistenfakultät an, an der er 1410 als Examinator wirkte.
Es ist nicht bekannt, welchen theologischen Grad er in Prag erlangt hatte und ab wann er in Leipzig der Theologischen Fakultät angehörte. 1412 verfasste er jedenfalls ein Buch über die Heilige Messe. Da er in dieser Handschrift als „doctor sacre theologie“ bezeichnet wird und 1412 nicht mehr als Examinator der Artistenfakultät erscheint, ist es wahrscheinlich, dass er schon 1411 oder 1412 Professor der Theologie war.

## Werke (Auswahl)
- Super sententiis conclusiones lib. I
- Super canone misse lib. I.
- Super veteri arte comment lib. I
- Orationes ad clerum lib. I
- Sermones ad vulgus lib. I

## Nachbemerkung
In den Leipziger Matrikeln wurde Nikolaus Stör ohne seinen Herkunftsnamen verzeichnet. Vermutlich deshalb wurde er in späteren Aufzeichnungen mit Nikolaus von Liegnitz (Nikolaus de Legenicz) verwechselt, der 1421 das Amt des Rektors der Leipziger Universität bekleidete. Da Nikolaus Stör in den Prager Urkunden wiederholt mit der Herkunftsbezeichnung „von Schweidnitz / de Swidenicz“ aber niemals als „von Liegnitz“ bzw. „de Legenicz“ bezeichnet wird, handelt es sich vermutlich um zwei verschiedene Personen.